# Federico Lértora
Federico Eduardo Lértora (Mercedes, Buenos Aires, Argentina; 5 de julio de 1990) es un futbolista argentino, juega como volante central en el Querétaro FC de la Primera División de México.

## Su trayectoria

### Ferro
En Mercedes supo vestir la camiseta de Estudiantes y hasta llegó a integrar algún Seleccionado de la Liga. Ya en la categoría 90 se destacaba y eso le permitió pasar al Club Ferro Carril Oeste. Realizó todas las categorías inferiores de este club, siendo que en el 2006 fue reconocido como el mejor jugador de las divisiones inferiores. En abril del 2008 se comenzó a destacar en amistoso entre el equipo de primera y la quinta división logrando que lo convoquen a entrenar con los profesionales. El 
17 de octubre del 2008 se informa que por primera vez iba a ser convocado al banco de suplentes para el partido con Los Andes por la decimoprimer fecha del Campeonato de Primera B Nacional 2008-09. Comienza el partido como titular, siendo este su debut como profesional, saliendo a los 21 minutos del segundo tiempo por Cristian Lillo. Tres partidos más tarde convirtió su primer gol, fue a Chacarita Juniors por la decimotercer fecha. En total en la temporada disputa 1966 minutos distribuidos en 25 partidos de los cuales 22 fueron de titular, convirtió un gol y recibió 4 tarjetas amarillas. En suma su primera temporada fue muy buena, llegando a convertirse en el capitán del equipo con solo 19 años.
De cara al Campeonato de Primera B Nacional 2009-10 se había convertido con solo 19 años en una pieza fundamental del equipo y encaraba su primer pretemporada. Debuta como titular en la primera fecha contra Olimpo de Bahía Blanca disputando los 90 minutos sin convertir goles. El primero de octubre firmó su primer contrato como profesional por 3 años. Una semana después de la firma convierte su primer gol del campeonato. En total disputó 3099 minutos distribuidos en 35 partidos en los que convirtió 2 goles y recibió 12 amarillas. Aún con 19 años estaba muy comprometido con el club y visitaba la Pensión donde vivían en las inferiores para dar charlas a los chicos. Si bien el club atravesaba muchos problemas económicas con la quiebra vigente y se dieron casos de atrasos en los sueldos, Federico nunca se quejó y puso siempre por delante al equipo.
En la temporada Campeonato de Primera B Nacional 2010-11 era titular indiscutido, uno de los referentes del plantel y capitán a pesar de su corta edad. Debutó en la primera fecha del campeonato como titular y capitán, disputó los 90 minutos y no consiguió convertir goles en el empate contra Gimnasia de Jujuy. En total disputa 3240 minutos repartidos en 36 partidos en los que convirtió 3 goles y recibió 8 tarjetas amarillas. Siendo un muy joven capitán le tocó representar al plantel con el club por el atraso de 3 meses de sueldo, a mitad de campeonato renovó su contrato con una mejora sustancial y una ampliación por un año más, restándole 3 años de contrato. en la segunda mitad del campeonato Federico se siguió haciendo el tiempo para ayudar a las inferiores con una campaña para recolectar alimentos.
En julio de 2011 se retornó a los entrenamientos de cara al Campeonato de Primera B Nacional 2011-12. Debutó contra Gimnasia de Jujuy en la primera fecha del campeonato. En julio recibió una oferta del Club Atlético Cerro de Uruguay por U$D 300.000 por la totalidad del pase, suma que se era insuficiente. El mismo mes ya se rumoreaba la llegada de una segunda oferta por el 80% del pase, sin saber el oferente. Recién el 9 de agosto se formalizó la presentación de un grupo empresario español por el 70% del pase en U$D 400.000 y tras el llamado a mejora de oferta se termina confirmando la venta en los valores iniciales. En un principio estaba garantizada la continuidad de Federico hasta diciembre del 2011 mínimo, a la espera de la apertura del libro de pases, pero al momento del retorno a los entrenamientos no se presentó y se termina confirmando la rescición de su contrato. En total disputó 18 partidos y convirtió un gol en 1620 minutos, recibiendo un total de 5 tarjetas amarillas. El 11 de septiembre de 2011 había llegado a los 100 partidos oficiales con la camiseta de Ferro, donde alcanzó las 114 presencias totales con 7 goles convertidos. fue un jugador muy querido por los hinchas, al momento de dejar la institución envió un mensaje de despedida;
```
"Quiero agradecerles a todos los hinchas de Ferro por el apoyo y el cariño incondicional que me brindaron desde el primer partido que debute . Se que Ferro es mi casa y espero el día de mañana volver y poder devolverle algo de todo lo que me brindaron . Un gran saludo para todos y gracias de vuelta."
```

Tras su partida siempre habló bien del club de caballito, en el año 2014 envió un saludo a la institución y a los hinchas por los 110 años de la institución, mientras que en el 2020 lo definió como su segunda casa y remarcó sus deseos de volver al club en algún momento.

### Godoy Cruz
En 2012, Lértora fue adquirido por un grupo inversor español y pasó a Godoy Cruz.

### Arsenal
En 2015 pasó a Arsenal; en 2016, a Belgrano (Córdoba), en Primera División; en 2019, a Colón (Santa Fe), donde en 2021 fue campeón de la Copa de la Liga.

### Colón
Fue campeón y una pieza fundamental en unos de los mediocampo del fútbol argentino junto a Bernardi y aliendro

### Tijuana
En julio se confirma la llegada al club mexicano en lo que sería la primera experiencia en el exterior de Federico, firma un contrato por tres años. Debuta en la tercera fecha del Torneo Apertura 2022 contra los Tigres de la UANL al iniciar como titular con la camiseta número 5, disputa los 90 minutos sin recibir tarjetas ni convertir goles. Su primer gol lo convierte en la fecha decimoquinta contra el Necaxa.

## Estadísticas
Actualizado al 9 de abril de 2024

| Ferro Argentina |                     |                     |     |    |    |   |    |     |     |    |
| 2.ª | 2008-09             | 25                  | 1   | -  | -  | — | —  | 25  | 1   |    |
| 2.ª | 2009-10             | 35                  | 2   | -  | -  | — | —  | 35  | 2   |    |
| 2.ª | 2010-11             | 36                  | 3   | -  | -  | — | —  | 36  | 3   |    |
| 2.ª | 2011-12             | 17                  | 1   | 1  | 0  | — | —  | 18  | 1   |    |
| Total club | Total club          | 113                 | 7   | 1  | 0  | - | -  | 114 | 7   |    |
| Godoy Cruz Argentina |                     |                     |     |    |    |   |    |     |     |    |
| 1.ª | 2011-12             | 15                  | 0   | -  | -  | 5 | 0  | 20  | 0   |    |
| 1.ª | 2012-13             | 35                  | 0   | -  | -  | - | -  | 35  | 0   |    |
| 1.ª | 2013-14             | 27                  | 0   | -  | -  | - | -  | 27  | 0   |    |
| 1.ª | 2014                | 9                   | 0   | 1  | 0  | 0 | 0  | 10  | 0   |    |
| Total club | Total club          | 86                  | 0   | 1  | 0  | 5 | 0  | 92  | 0   |    |
| Arsenal Argentina |                     |                     |     |    |    |   |    |     |     |    |
| 1.ª | 2015                | 13                  | 1   | -  | -  | 2 | 1  | 15  | 2   |    |
| 1.ª | 2016                | 15                  | 0   | 1  | 0  | - | -  | 16  | 0   |    |
| Total club | Total club          | 28                  | 1   | 1  | 0  | 2 | 1  | 31  | 2   |    |
| Belgrano Argentina |                     |                     |     |    |    |   |    |     |     |    |
| 1.ª | 2016-17             | 24                  | 2   | 4  | 0  | 4 | 0  | 32  | 2   |    |
| 1.ª | 2017-18             | 21                  | 1   | 3  | 1  | - | -  | 24  | 2   |    |
| 1.ª | 2018-19             | 24                  | 2   | 2  | 1  | - | -  | 26  | 3   |    |
| Total club | Total club          | 69                  | 5   | 9  | 2  | 4 | 0  | 82  | 7   |    |
| Colón Argentina | 1.ª                 | 2019-20             | 16  | 0  | 2  | 0 | 5  | 1   | 23  | 1  |
| Colón Argentina | 1.ª                 | 2020                | —   | —  | 11 | 1 | —  | —   | 11  | 1  |
| Colón Argentina | 1.ª                 | 2021                | 24  | 1  | 16 | 0 | —  | —   | 40  | 1  |
| Colón Argentina | 1.ª                 | 2022                | 4   | 0  | 15 | 0 | 8  | 2   | 27  | 2  |
| Colón Argentina | Total               | Total               | 44  | 1  | 44 | 1 | 13 | 3   | 101 | 5  |
| Tijuana · México | 1.ª                 | 2022-23             | 30  | 2  | 0  | 0 | —  | —   | 30  | 2  |
| Tijuana · México | Total               | Total               | 30  | 2  | 0  | 0 | 0  | 0   | 30  | 2  |
| Querétaro F. C. · México | 1.ª                 | 2023-24             | 30  | 3  | 0  | 0 | 4  | 0   | 34  | 3  |
| Querétaro F. C. · México | Total               | Total               | 30  | 3  | 0  | 0 | 4  | 0   | 34  | 3  |
| Total en su carrera | Total en su carrera | Total en su carrera | 399 | 19 | 56 | 3 | 28 | 4   | 483 | 26 |
| (1) La copa nacional se refiere a la Copa Argentina y Supercopa Argentina . (2) La copa internacional se refiere a la Copa Sudamericana, Recopa Sudamericana, Copa Libertadores y Copa Suruga Bank. |                     |                     |     |    |    |   |    |     |     |    |

## Palmarés

### Campeonatos nacionales
| Título          | Club  | Sede     | Año  |
| --------------- | ----- | -------- | ---- |
| Copa de la Liga | Colón | San Juan | 2021 |

Otros Logros:
 Subcampeón de la Copa Sudamericana 2019 con Colón de Santa Fe.

## Selección
- Ha sido internacional con la Selección sub-20 de Argentina en 2 ocasiones.